# Tanytarsus guerlus
Tanytarsus guerlus är en tvåvingeart som först beskrevs av Roback 1957.  Tanytarsus guerlus ingår i släktet Tanytarsus och familjen fjädermyggor. Inga underarter finns listade i Catalogue of Life.